# داود احمدی مونس
داود احمدی مونس با نام هنری آروین (۲۳ مهر ۱۳۶۲ – ۱۱ اسفند ۱۴۰۳) کاریکاتوریست، کارتونیست مطبوعاتی، گرافیک دیزاینر و طراح ایرانی بود. وی در هفده سالگی با کشیدن کاریکاتوری درروزنامه زن به مدیر مسوولی فائزه هاشمی پیرامون موضوع دیه زنان در اسلام جنجال آفرین شد و در کنار دیگر موارد اتهامی سبب تعطیلی همیشگی روزنامه زن در ۱۷ فروردین ۱۳۷۸ از جانب دادگاه انقلاب اسلامی گردید. او مدتی بعد و در پی اعتراضات ۱۸ تیر ۱۳۷۸ بازداشت شد و مدتی در زندان بود. آروین در هفتم آبان ۱۳۹۹ سکوتش را شکست و در صفحه اینستاگرامش از دوران بازداشتش گفت و از نیروهای امنیتی به تندی انتقاد کرد.

## زندگی
آروین در سال ۱۳۶۲ در تهران به دنیا آمد. با خانه روزنامه‌نگاران جوان و هفته‌نامهٔ «طنز پارسی» شروع به کار کرد. پس از آن در روزنامه زن به‌عنوان کارتونیست ادیتوریال خود را مطرح کرد.

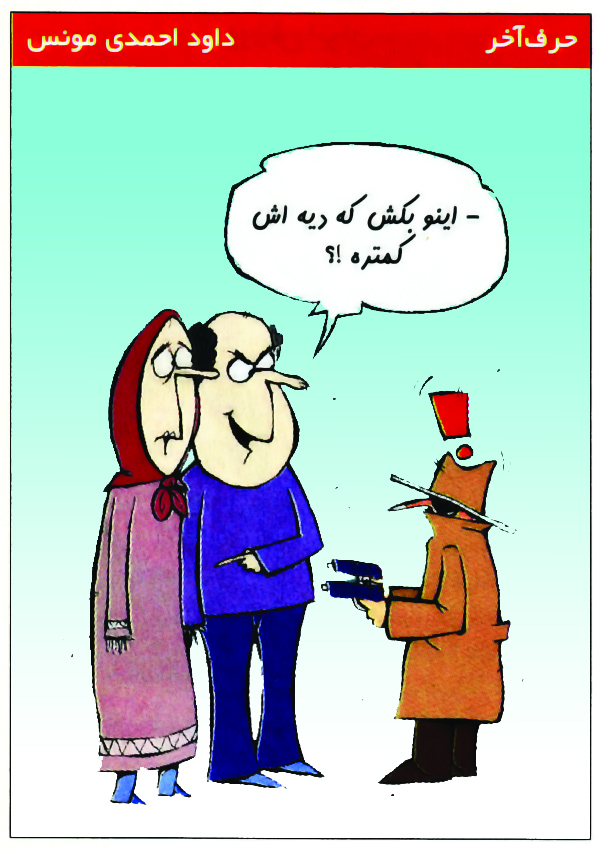
کاریکاتور دیه، اثر داود احمدی مونس (آروین). کاریکاتوری درروزنامه زن به مدیر مسوولی فائزه هاشمی پیرامون موضوع دیه زنان در اسلام که جنجال آفرین شد.

### درگذشت
وی در ۱۱ اسفند ۱۴۰۳ به‌دلیل نارسایی حاد کبدی در بیمارستان شریعتی تهران درگذشت.

## نمایشگاه‌ها
- برگزار کننده و نمایشگاه‌گردان نمایشگاه «معنی فاصله» با حضور کامبیز درم‌بخش، داوود شهیدی، حسن کریم‌زاده، مَهدی کریم‌زاده، دیان و آروین در گالری آتبین، تهران، مهر 1399.[۶][۷][۸]
- نمایشگاه انفرادی کاریکارتون‌های آروین با عنوان "طبیعت باجان در گالری آتبین، تهران. تیر ۱۳۹۳[۹]
- برگزارکننده و نمایشگاه‌گردان نمایشگاه گروهی با عنوان «دورهمی» در گالری مهروا، تهران، آبان 1392.[۱۰]
- نمایشگاه انفرادی کارتون‌های مطبوعاتی و تصویرسازی‌های آروین با عنوان «بزرگ خاورمیانه» در گالری آتبین، تهران. تیر ۱۳۹۲[۱۱] با حضور کامبیز درم‌بخش، جواد علیزاده، داوود شهیدی، علی جهانشاهی، جمال رحمتی و هادی حیدری.
- نمایشگاه انفرادی کارتون‌های آروین با عنوان "یادم بخیر!" در گالری آتبین، تهران تیر ۱۳۹۱[۱۲]
- نمایشگاه انفرادی در خانه آسیا، لندن ژانویه ۲۰۰۹–۱۳۸۷[۱۳]
- نمایشگاه انفرادی کارتون‌های ژورنالیستی در گالری مهروا، تهران شهریور-مهر ۱۳۸۶[۱۴][۱۵]
- نمایشگاه انفرادی منتخب کارتون‌های مطبوعاتی سال ۱۳۸۴ در خانه کاریکاتور ایران، تهران ۱۳۸۵[۱۶]

## جوایز
- "هنرمند تأثیرگذار تجسمی سال" - تقدیر جشن تصویر سال به خاطر گردآوری مجموعه "کاریکاتورهای مطبوعاتی سال ۱۳۹۴"، خانه هنرمندان ایران، اسفند 1394.[۱۷][۱۸][۱۹]
- نفر سوم در بخش کاریکاتور دومین جشنواره پیام آوران صلح و دوستی[۲۰]
- دومین دوره جایزه روزنامه‌نگاری «امید» یادمان مهدی سمسار - ۱۳۸۶[۲۱][۲۲]
- نفر اول دومین دوره جایزه ملی قلم سبز ایران، ۱۳۸۴[۲۳]

## کتاب‌ها
- فصل کاریکاتور، به کوشش داود احمدی مونس (آروین)، انتشارات روزنه ۱۳۷۹[۲۴] شابک ‎۹۶۴-۳۳۴-۰۳۴-۱
- دیکتاتور کیه؟ نشر مرسا ۱۳۷۹.[۲۵] نویسنده: روزبه فراهانی‌پور، کارتونیست و تصویرگر: آروین[۲۶] شابک ‎۹۶۴-۶۹۲۷-۰۷-۶